# Lesotho Premier League 2023-2024
La Lesotho Premier League 2023-2024 è stata la cinquantacinquesima edizione della massima divisione del campionato lesothiano di calcio. Il campionato è iniziato il 7 ottobre 2023 ed è terminato il 18 maggio 2024.
Il Bantu è la squadra campione in carica, avendo vinto il suo quinto titolo nazionale nell'edizione 2022-2023. Il titolo è stato vinto dal Lioli, al suo sesto titolo nazionale.

## Stagione

### Novità
Al termine della scorsa stagione sono state retrocesse in A Division le ultime due classificate Mazenod Swallows e Galaxy. Al loro posto sono state promosse ACE Maseru e Likila United, prime due classificate della A Division.

### Formula
Le 16 squadre partecipanti giocano un girone all'italiana con partite di andata e ritorno, per un totale di 30 giornate. Al termine della stagione, la prima classificata è campione del Lesotho e si qualifica per la CAF Champions League 2024-2025, mentre le ultime due vengono retrocesse in First Division.

## Squadre partecipanti
| Squadra       | Città        | Stagione precedente           |
| ------------- | ------------ | ----------------------------- |
| ACE Maseru    | Maseru       | A Division                    |
| Bantu         | Mafeteng     | Campione del Lesotho          |
| CCX           | Hlotse       | 13° in Lesotho Premier League |
| LCS           | Maseru       | 5° in Lesotho Premier League  |
| Lifofane      | Butha-Buthe  | 12° in Lesotho Premier League |
| Lijabatho     | Morija       | 7° in Lesotho Premier League  |
| Likila United | Butha-Buthe  | A Division                    |
| Linare        | Maputsoe     | 2° in Lesotho Premier League  |
| Lioli         | Teyateyaneng | 8° in Lesotho Premier League  |
| Liphakoe      | Quthing      | 9° in Lesotho Premier League  |
| Police        | Maseru       | 4° in Lesotho Premier League  |
| Machokha      | Maseru       | 10° in Lesotho Premier League |
| Manonyane     | Nyakosoba    | 11° in Lesotho Premier League |
| Matlama       | Maseru       | 6° in Lesotho Premier League  |
| Naughty Boys  | Mafeteng     | 14° in Lesotho Premier League |
| LDF           | Maseru       | 3° in Lesotho Premier League  |

## Classifica
|                    | Pos. | Squadra       | Pt | G  | V  | N  | P  | GF | GS | DR  |
| ------------------ | ---- | ------------- | -- | -- | -- | -- | -- | -- | -- | --- |
| Lesotho (bandiera) | 1.   | Lioli         | 68 | 30 | 20 | 8  | 2  | 49 | 14 | +35 |
|                    | 2.   | Matlama       | 66 | 30 | 19 | 9  | 2  | 52 | 17 | +35 |
|                    | 3.   | Bantu         | 57 | 30 | 16 | 9  | 5  | 58 | 22 | +36 |
|                    | 4.   | Police        | 55 | 30 | 15 | 10 | 5  | 36 | 16 | +20 |
|                    | 5.   | Linare        | 55 | 30 | 15 | 10 | 5  | 34 | 19 | +15 |
|                    | 6.   | LCS           | 53 | 30 | 15 | 8  | 7  | 40 | 25 | +15 |
|                    | 7.   | LDF           | 48 | 30 | 13 | 9  | 8  | 41 | 26 | +15 |
|                    | 8.   | Lifofane      | 46 | 30 | 12 | 10 | 8  | 31 | 31 | 0   |
|                    | 9.   | Lijabatho     | 43 | 30 | 10 | 13 | 7  | 31 | 24 | +5  |
|                    | 10.  | Liphakoe      | 35 | 30 | 9  | 8  | 13 | 31 | 36 | -5  |
|                    | 11.  | Likila United | 31 | 30 | 7  | 10 | 13 | 25 | 29 | -4  |
|                    | 12.  | Machokha      | 21 | 30 | 4  | 12 | 14 | 29 | 45 | -16 |
|                    | 13.  | CCX           | 19 | 30 | 5  | 4  | 21 | 15 | 55 | -40 |
|                    | 14.  | Manonyane     | 19 | 30 | 3  | 10 | 17 | 11 | 34 | -23 |
|                    | 15.  | ACE Maseru    | 19 | 30 | 3  | 10 | 17 | 19 | 53 | -34 |
|                    | 16.  | Naughty Boys  | 10 | 30 | 2  | 4  | 24 | 19 | 75 | -56 |

Legenda
      Campione del Lesotho e ammessa alla CAF Champions League 2024-2025.
      Retrocessa in A Division 2024-2025.
Note:
Tre punti a vittoria, uno a pareggio, zero a sconfitta.